# Schönhauser Allee 22
Das Gebäude Schönhauser Allee 22, zu Beginn der 1880er Jahre als Jüdisches Altersheim errichtet, ist ein Baudenkmal in der Schönhauser Allee im Ortsteil Prenzlauer Berg des Berliner Bezirks Pankow. Nach Renovierung und Umbauarbeiten zu einem Wohnensemble wird das Gebäude nun nach seinen ursprünglichen Stiftern Familie Manheimer auch als Haus Manheimer bezeichnet.

## Geschichte
Die Eheleute Bertha und Moritz Manheimer stifteten im Jahr 1880 Mittel zum Bau eines jüdischen Altersheimes, das zwischen 1882 und 1883 nach den Plänen von Carl Schwatlo gebaut wurde. Die Eröffnung der 2. Altersversorgungsanstalt der Jüdischen Gemeinde zu Berlin (laut Adressbuch auch Alter-Versorgungs-Anstalt der jüd. Gemeinde) fand am 11. November 1883 statt und dabei zogen zwölf Bewohner ein. Das Altersheim hatte zuerst 30 Zimmer auf zwei Etagen, mit Heimbetsaal, Versammlungssaal, Küche, Vorratsraum, Waschküche, Plättkammer, Heizraum und der Wohnung des Heiminspektors. Nach dem Erweiterungsbau im Jahre 1887 konnten 80 Frauen und Männer im jüdischen Altersheim untergebracht werden.
In den 1930er Jahren, nach der Machtergreifung durch die Nationalsozialisten und der Judenverfolgung verloren immer mehr Familien ihre Wohnung und suchten im Altersheim in der Schönhauser Allee Aufnahme oder mindestens Verpflegung. Schließlich mussten die meisten im Jahr 1942 auch hier ausziehen, sie wurden mit der als Alterstransport deklarierten Aktion am 17. August nach Theresienstadt gebracht und später ermordet. Im Jahr 1944 veranlassten die Machthaber dann einen Zwangsverkauf an die Stadt Berlin. In die Räume wurden ukrainische Zwangsarbeiterinnen einquartiert.
Zu DDR-Zeiten wurde die Immobilie in das Grundbuch als Volkseigentum eingetragen, und die Volkspolizeiinspektion Prenzlauer Berg zog nach Umbauarbeiten hier ein.
Nach dem Mauerfall und der Wiedervereinigung 1990 nutzte die Berliner Polizei diesen Standort weiterhin bis zum Jahr 2001. Das Haus, dessen Eigentümer im Jahr 2006 wieder die Jüdische Gemeinde wurde, stand dann rund 10 Jahre leer und die Gemeinde verkaufte es im Jahr 2010 an einen Investor. Dieser ließ es entkernen und im Inneren zu 33 luxuriösen Wohnungen umbauen. Die Bauhülle wurde unter Beachtung des Denkmalschutzes weitestgehend originalgetreu saniert. Die nicht mehr vorhandenen oder nicht mehr brauchbaren Teile wie die Fenster und Türen wurden nach den historischen Plänen neu angefertigt. Die Firma Ventis Construction führte von Juli 2011 bis Juni 2013 die Umbaumaßnahmen aus, die insgesamt rund 9,35 Millionen Euro kosteten.

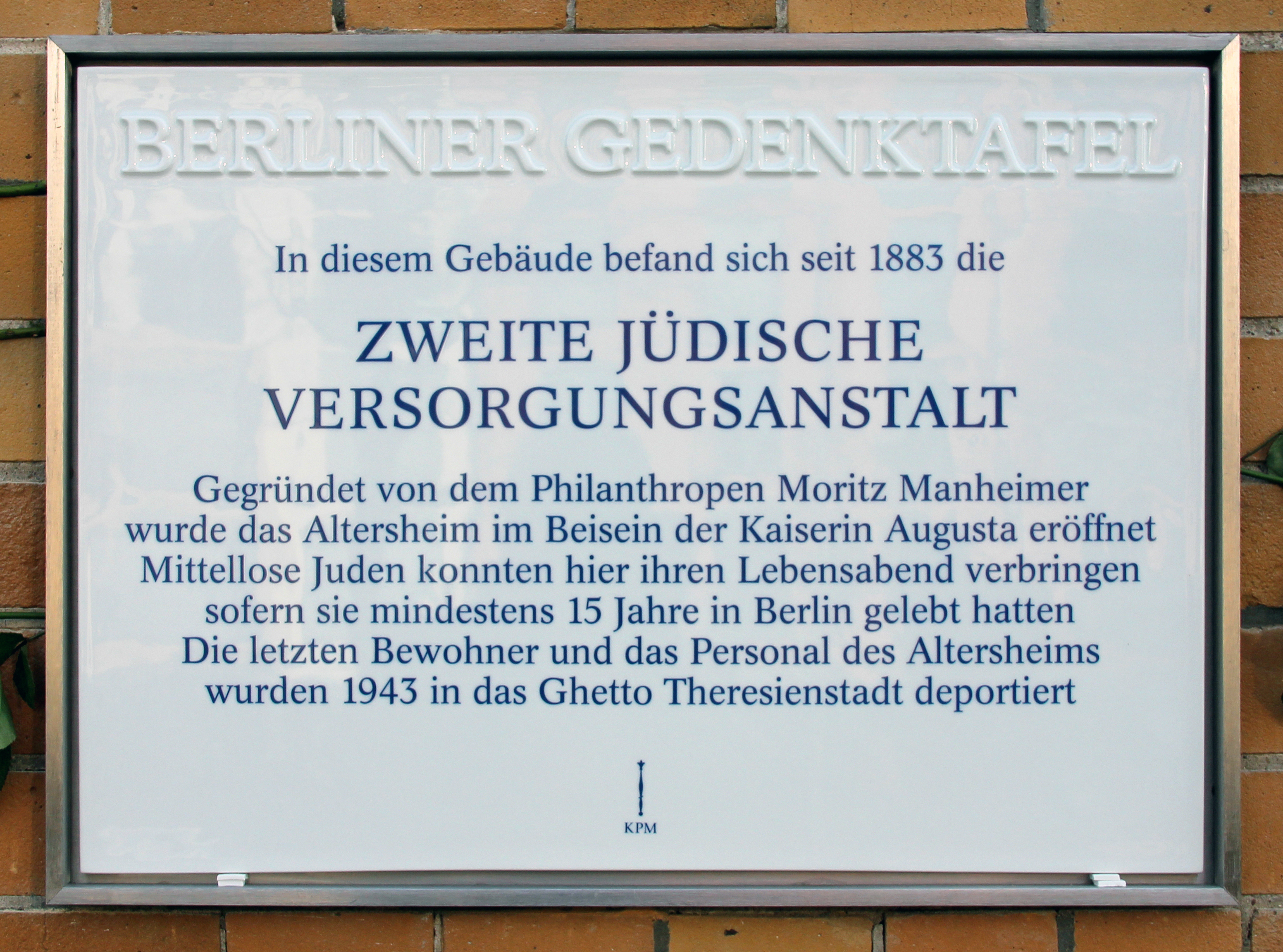
Berliner Gedenktafel

Am 30. Oktober 2015 enthüllten Vertreter des Senats in Anwesenheit von Mitgliedern der Jüdischen Gemeinde und weiteren Gästen zur Erinnerung an das ehemalige jüdische Altersheim am Gebäude eine Gedenktafel und auf dem Mittelstreifen der Schönhauser Allee eine Informationsstele.

## Architektur
Das dreieinhalbgeschossige Gebäude mit langrechteckigem Grundriss ist ein gelber Klinkerverblendbau. Die fünfzehnachsige Fassade ist durch einen breiten dreiachsigen Mittelrisaliten, Eckrisalite, Lisenen und dunkelglasierte Ziegelbänder gegliedert. Senkrechte Fensterbänder in unterschiedlichen Höhen und verschiedener Länge sowie paarige Rundfenster schmücken ebenfalls die Fassade. Ursprünglich befand sich auf dem mittleren Teil des Mittelrisaliten ein bogenförmiger Ziergiebel mit einer Inschrift in Hebräisch. Der Ziergiebel ist erhalten, aber die Inschrift nicht mehr vorhanden.
Im Keller, der anfangs die oben genannten Serviceräume enthielt, danach vergitterte Zellen, wurde in den 1960er Jahren ein Atomschutzbunker eingebaut. Er existiert nicht mehr.